# María Gómez de Santibáñez
María Gómez de Santibáñez y Espinosa (Madrid, m. ca. 1605) va ser una dama espanyola que va servir com a cambrera de la reina.
Natural de Madrid, però de família originària de Cantàbria. Era filla de nobles, Juan Gómez de Santibáñez y Cevallos, natural de San Vicente de Toranzo, aposentador d'Isabel de Portugal al palau reial, i de Felipa de Espinosa y Rueda, hostessa de la reina. Es casà el 1759 amb Pedro Gómez de Quevedo, secretari de la reina o de la infanta Maria, amb qui va tenir 4 fills, entre els quals destaca l'escriptor Francisco de Quevedo, i després tingué a Margarita, Felipa, que esdevingué religiosa, i María, que va morir jove. En quedar-se vídua, va reintegrar-se en la seva feina a palau i va procurar una bona educació als seus fills, orientant al seu fill Francisco a les lletres amb els millors mestres, el qual, a la mort de Santibáñez, va quedar a càrrec del protonotari Jerónimo de Villanueva. La mort de Maria Gómez de Santibáñez es va produir abans de 1605, perquè al testament de la seva filla María se citen els béns que va llegar Santibáñez.